# Juveniles
Juveniles est un groupe de musique pop et synthpop de Rennes, Ille-et-Vilaine, France créé en 2011 et composé à l'origine de trois membres : Jean-Sylvain, Pierre et Thibaut. En juin 2013, le groupe est composé de Jean-Sylvain Le Gouic et de Thibaut Doray.
Son premier titre We Are Young sort quelques mois après la formation du groupe. Ambitions sort en 2012. Leur premier album, Juveniles, sort en juin 2013.
Au printemps 2015, le groupe participe au French Miracle Tour, une série de concerts en Asie mis en place par l'éditeur musical rennais I Love Creative Music, en partenariat avec l'Institut Français et la SACEM. À cette occasion, il collabore avec l'artiste chinoise Helen Feng, leader du groupe Nova Heart et se produit en concert au Strawberry festival de Shangaï.
Le groupe ne donne plus de signbe d'activité depuis fin 2018.

## Formation

### Membres actuels
- Jean-Sylvain Le Gouic : chant et guitare[5]
- Thibaut Doray : batterie[5]

### Ancien membres
- Pierre Le Seven

## Discographie

### Albums
- 2013 : Juveniles (AZ)
- 2017 : Without Warning (AZ)

### EP
- 2011 : We Are Young (Kitsuné) - a servi de générique au Grand journal de Canal+[5] -
- 2012 : Ambitions (Kitsuné)[5]
- 2012 : Juveniles (AZ)
- 2013 : Strangers (AZ)[6]
- 2013 : Fantasy (Paradis Records)[7]
- 2013 : Truth (PartyFine)

### Singles
- 2013 : Logical[8]
- 2015 : PartyFine
- 2017 : Can we fix it

## Spectacles programmés
- Concert à l'Antipode en 2011[9]
- Carhaix le 19 juillet 2013[5]
- Beauregard à Hérouville[5]
- les Eurockéennes à Belfort[5],[7]
- le Paleo festival à Nyon, en Suisse[5]
- les Solidays[7]
- Musilac[7]
- Porto Latino[7]
- Istanbul[7]
- Londres fin juillet 2013[7]
- Samedi 14 décembre 2013, festival électro pop rock Les Aventuriers[10], à Fontenay-sous-Bois
- 24 janvier 2014 festival du Schmoul à Bain-de-Bretagne[11]
- Du 16 au 24 mai 2014 Pékin, Shenzhen, Xi'an, Hong Kong et Singapour[12]